# Marcello Pezzetti
Marcello Pezzetti (Lodi, 25 luglio 1953) è uno storico italiano, uno dei massimi studiosi italiani della Shoah.
È stato membro della commissione storica della Fondation pour la Mémoire de la Shoah di Parigi e del consiglio del Centrum Edukacji del Museo statale di Auschwitz-Birkenau, delegato italiano della Task Force for International Cooperation on Holocaust, Remembrance and Research (Ihra).. Già docente di "storia della shoah" del master internazionale in "didattica della shoah" dell'Università degli Studi Roma Tre e docente all'interno dei corsi di orientamento universitari presso la Scuola normale superiore di Pisa. Dal 2022 è consulente della Fondazione Museo della Shoah di Roma ed editorialista de la Repubblica.

## Biografia
Ha fondato nel 1994 la videoteca presso la Fondazione CDEC (Centro di Documentazione Ebraica Contemporanea) di Milano, dove ha lavorato fino al 2004. È anche professore presso l'Università di studi sulla Shoah situata presso il museo della shoah Yad Vashem di Gerusalemme, nonché portavoce per l'Italia della Task force internazionale per la didattica della shoah in Europa.
Ha fornito consulenza storica presso la Rai e Mediaset per numerosi documentari sulla Shoah, oltre che per film come Schindler's List (1993) di Steven Spielberg, La vita è bella (1997) di Roberto Benigni e My Father (2003) di Egidio Eronico. È autore insieme alla collega Liliana Picciotto del film documentario Memoria, per la regia di Ruggero Gabbai, contenente le interviste ai superstiti Italiani della shoah, che è stato selezionato ai Festival del Cinema di Berlino, Norimberga e Gerusalemme del 1997. Sempre con la collega Liliana Picciotto, ha realizzato l'opera multimediale Destinazione Auschwitz, realizzato da Proedi Editore (2000, 2001, 2002), una vera e propria enciclopedia multimediale in cd rom sulla storia della Shoah, contenente migliaia di ricostruzioni multimediali, fotografiche, e filmate della shoah e della storia del campo di sterminio di Auschwitz.
Nel 1999 dopo una complessa indagine individuò per la prima volta il luogo esatto dove si trovava ubicato il Bunker 1 di Auschwitz, ovvero la prima camera a gas usata nella storia di Auschwitz, che dopo la guerra era stata trasformata in una fattoria da una famiglia di contadini polacchi. Nel 2000 ha inoltre creato sempre presso la Fondazione CDEC di Milano il settore che si occupa specificatamente di didattica della Shoah, con un apposito gruppo di ricercatori ed esperti che interviene su richiesta di scuole e università per realizzare iniziative e corsi specifici sulla Shoah.
È stato direttore della Fondazione Museo della Shoah dal 2008 al 2015.

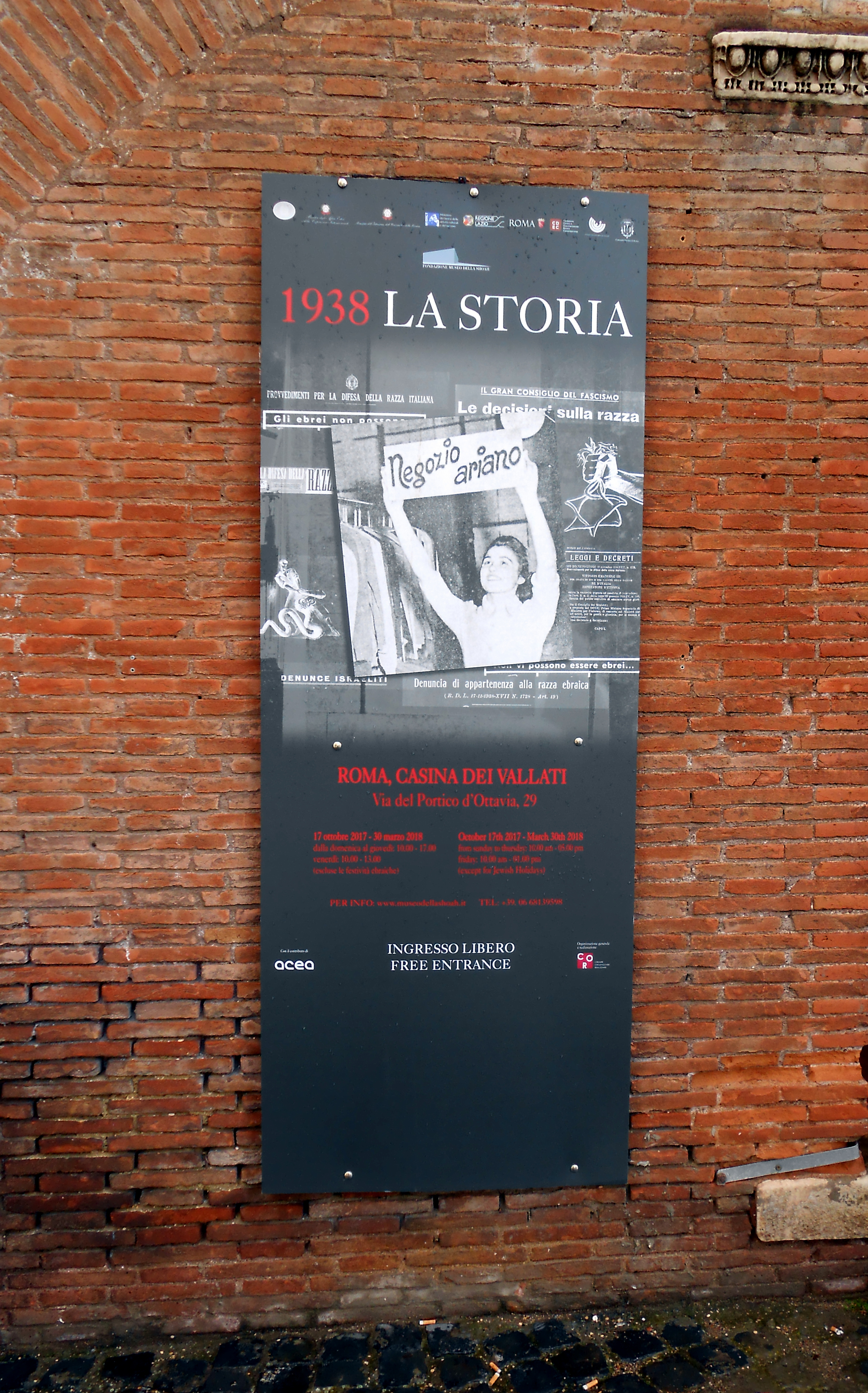
Manifesto su pannello della mostra sulle leggi razziali fasciste allestita nel 2017 e 2018 a cura degli storici Marcello Pezzetti e Sara Berger: 1938 LA STORIA - Casina dei Vallati - Roma

## Opere
- Rappresentare la Shoah, trasmetttere la memoria in Il racconto della catastrofe - Il cinema di fronte ad Auschwitz, Sommacasmpagna, Cierre edizioni, 1998, ISBN 978-88-86654-86-9.
- (FR) Pezzetti con Sabine Zeitoun e Simone Veil, Album d'Auschwitz, Parigi, Editions Al Dante, 2005, ISBN 978-2-84761-070-3.
- Pezzetti con Israel Gutman e Bella Gutterman, Album Auschwitz, Torino, Einaudi editore, 2008, ISBN 978-88-06-18100-0.
- Pezzetti con Umberto Gentiloni Silveri, 16 ottobre 1943 - Gli occhi di Aldo Gay, Roma, Gangemi editore, 2008, ISBN 978-88-492-1332-4.
- Il libro della Shoah italiana. I racconti di chi è sopravvissuto, Torino, Einaudi editore, 2009, ISBN 978-88-06-22452-3.
- Pezzetti con Bruno Vespa, 1938 Leggi razziali - Una tragedia italiana, Roma, Gangemi editore, 2009, ISBN 978-88-492-1585-4.
- Pezzetti con Sara Berger, Erinnerungsräume in Italien - Dachauer Heft 25 - Comité International Dachau, 2009.
- Pezzetti con Bruno Vespa, Auschwitz-Birkenau, Roma, Gangemi editore, 2010, ISBN 978-88-492-1842-8.
- Pezzetti con Sara Berger e Bruno Vespa, I ghetti nazisti, Roma, Gangemi editore, 2012, ISBN 978-88-492-2311-8.
- 16 ottobre 1943. La razzia degli ebrei di Roma, Roma, Gangemi editore, 2013, ISBN 978-88-492-3317-9.
- Il cinema della Shoah negli anni del grande silenzio (1945-1970), in La Shoah nel cinema italiano, Soveria M., Rubbettino, 2013, ISBN 978-88-498-3871-8.
- La liberazione dei campi nazisti, Roma, Gangemi Editore, 2015, ISBN 978-88-492-3007-9.
- 16 ottobre 1943 - La razzia, Roma, Gangemi Editore, 2016, ISBN 978-88-492-3317-9.
- Pezzetti con Sara Berger, La razza nemica - La propaganda antisemita nazista e fascista, Roma, Gangemi Editore, 2017, ISBN 978-88-492-3374-2.
- Pezzetti con Sara Bergen, 1938 - La storia, Roma, Gangemi Editore, 2017, ISBN 978-88-492-3527-2.
- Pezzetti con Sara Bergen, 1938 - Vite Spezzate, Roma, Gangemi Editore International, 2018, ISBN 978-88-492-3608-8.
- Pezzetti con Antonella Maniconi, Razza e inGiustizia - Gli avvocati e i magistrati al tempo delle leggi antiebraiche, del Consiglio superiore della magistratura e del Consiglio Nazionale Forense, Roma, Poligrafico e Zecca dello Stato Italiano, 2018.
- Pezzetti con Sara Berger, Solo il dovere oltre il dovere. La diplomazia italiana di fronte alla persecuzione degli ebrei 1938-1943, Roma, Gangemi, 2019, ISBN 978-88-492-3708-5.
- Pezzetti con Sara Berger, Dall'Italia ad Auschwitz, Roma, Gangemi, 2021, ISBN 978-88-492-4020-7.
- ̈L'inferno nazista - I campi della morte di Belzec, Sobibor, Treblinka, Roma, Gangemi, 2023, ISBN 978-88-492-4591-2.

## Curatele (elenco parziale)
- Nedo Fiano, A 5405. Il coraggio di vivere, Cambridge, Monti, 2003, ISBN 978-88-8477-112-4.
- Shlomo Venezia e Simone Veil, Inside the Gas Chambers: Eight Months in the Sonderkommando of Auschwitz (Inglese), Cambridge, Polity Press, 2011, ISBN 978-0-7456-4384-7.
- Menachem M. Selinger, Wir sind so weit... Storia di una famiglia ebraica nell'Europa nazista. Ricordi e riflessioni dal 1939 al 1945, Milano, Il Faggio, 2013, ISBN 978-88-905383-1-5.
- Shlomo Venezia, Sonderkommando Auschwitz: La verità sulle camere a gas, Milano, Albin Michel, Rizzoli, 2007, 2013, ISBN 978-88-586-3754-8.
- Sami Modiano, Per questo ho vissuto: La mia vita ad Auschwitz-Birkenau e altri esili, Milano, Rizzoli, 2013, ISBN 978-88-17-07125-3.
- Tadeusz Pankiewicz, Il farmacista del ghetto di Cracovia, Torino, Milano, UTET, 2017, ISBN 978-88-511-4136-3.
- Andra e Tatiana Bucci, Noi, bambine ad Auschwitz - La nostra storia di sopravvissute alla Shoah, Milano, Mondadori, 2019, ISBN 978-88-04-70825-4. (con Umberto Gentiloni Silveri)

- Trieste 2023 - Risiera di San Sabba. Pezzetti è curatore insieme a Sara Berger della Mostra fotografica "Destinazione Lager". Il 7 dicembre 1943 partì da Trieste il primo di altri convogli di deportati ebrei diretti ad Auschwitz che si unì al treno partito dal binario 21 di Milano Centrale. Mostra dal 7 dicembre 2023 al 9 giugno 2024[14]

## Cinematografia della Shoah (parziale)
Studioso di cinematografia della Shoah, Pezzetti è sia autore di film sulla Shoah che consulente storico di diversi film, oltre ad essere consulente scientifico di numerose trasmissioni televisive della RAI, Mediaset e Sky

### Autore

#### Film
Con la regia di Ruggero Gabbai ha realizzato:
- 1997, Memoria, premiato al Festival internazionale del cinema di Berlino e al Jerusalem Film Festival, e vincitore nel 1999 al Festival internazionale di Norimberga
- 1977, Gli ebrei di Fossoli
- 1983, Il viaggio più lungo (film sugli ebrei di Rodi)
- 2018, Eravamo italiani
- 2018, La Razzia - Roma, 16 ottobre 1943
- 2020, Kinderblok. L’ultimo inganno
- 2023, Il respiro di Shlomo

#### Documentari
- 2013, Terezin, la città che Hitler regalò agli ebrei, regia di Jan Ronca

#### Cartoon
- 2018, La stella di Andra e Tati, (cartoon sulle due sorelline Bucci deportate bambine ad Auschwitz). Il primo cartoon sulla Shoah prodotto in Italia.

### Consulente storico

#### Film
- Jona che visse nella balena di Roberto Faenza
- L'amante perduto di Roberto Faenza
- Prendimi l'anima di Roberto Faenza
- My Father di Egidio Eronico
- La vita è bella di Roberto Benigni
- Schindler's List - La lista di Schindler di Steven Spielberg

## Televisione, radio e stampa
Lo storico è uno dei principali esperti della Shoah memorialistica, diverse sue interviste in televisione, radio, giornali e podcast sono rilasciate ogni anno nel Giorno della Memoria o richieste dai media per avere il suo giudizi su persone e avvenimenti storici che riguardarono la Shoah
- "Aushwitz 44 - Rivolta contro il male - Storia di Nicolò Sagi da Trieste l'uomo che cercò di fermare i nazisti" su Robinson – inserto culturale del quotidiano  la Repubblica del 23 gennaio 2021[28]
- "I 750 eroi ebrei nel ghetto di Varsavia - Ottant'anni fa la rivolta in Polonia che tenne testa ai nazisti senza ricevere alcuno aiuto esterno" su  la Repubblica del 18 aprile 2023[29][30]